# Ikhwan (Arabie saoudite)

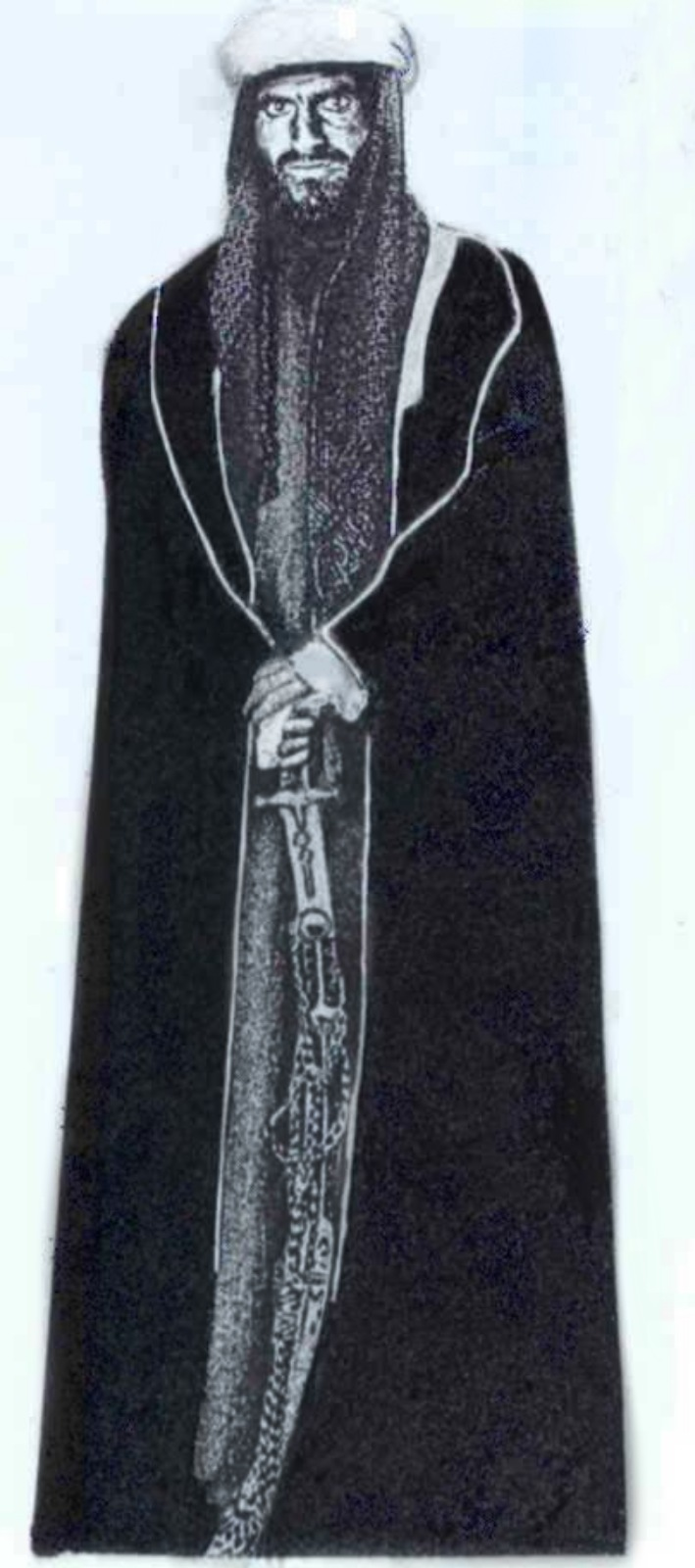
Sultan ben Bajad Al-Otaibi, cheikh de l'Ikhwan

Ne pas confondre avec les Frères musulmans
L'Ikhwan (ou Ikwan ou Ikhwân ou Akhwan mot arabe qui signifie frères) est une milice religieuse islamique créée par Ibn Seoud vers 1912. Ses membres sont recrutés parmi les tribus bédouines et elle constitue le socle sur lequel le souverain va s'appuyer pour à la fois conquérir et créer l'Arabie saoudite.

## Croyants combattants
Les Ikhwans sont constituées de tribus bédouines. Selon Wilfred Thesiger, cette confrérie religieuse militante se déclare consacrée pour la purification et l'unification de l'islam. Le mouvement vise à démanteler les tribus et installer les Bédouins autour des puits et des oasis. Pour eux, la vie nomade est incompatible avec la stricte conformité avec l'islam. 
Les Ikhwans, forces irrégulières, utilisent les armes traditionnelles, lances, épées, armes à feu anciennes, parfois de fabrication locale. Ils attaquent généralement sous la forme de raids bédouins, sur des chameaux et des chevaux. Leurs raids sont impitoyables : les hommes capturés sont égorgés.
Ils se heurtent également aux forces britanniques, par exemple en Transjordanie, où ils prennent presque Amman.
Ibn Saoud croit longtemps avoir le pouvoir sur le mouvement. Plus tard, les Ikhwan se rebellent, et l'accusent de laxisme religieux quand il leur interdit les raids dans les États voisins. Après la conquête du Hedjaz en 1924, quand toute l'Arabie actuelle est sous le contrôle d'Ibn Séoud, le monarque se trouve en conflit avec l'Ikhwan.

## Rebelles
En 1926, les Ikhwans sont devenus incontrôlables pour l'autorité d'Ibn Saoud. Ils l'accusent d'introduire des innovations comme les téléphones, les voitures, et le télégraphe[réf. nécessaire], et pour l'envoi de son fils[Lequel ?] dans un « pays mécréant » : l'Égypte. Ibn Saoud essaie de les calmer, en soumettant leurs accusations aux savants religieux (ulama). Ils provoquent un incident international en détruisant une force irakienne, pour avoir violé la zone neutre arabo-irakienne mise en place par le Royaume-Uni et Ibn Saoud entre l'Irak et l'Arabie (1927-1928). Les Ikhwanis attaquent le Koweït en janvier 1928. Les Britanniques, ne voyant aucun signe des Saoud pour freiner ces raids bombardent le Najd en représailles. Un congrès convoqué par Ibn Saoud en octobre 1928 dépose Ibn Houmayd ad Dawish, et Ibn Hithlayn, leaders de la révolte. 
Contre la révolte des Ikhwans, Abd al Aziz mène une armée désormais soutenue par quatre avions britanniques, pilotés par des pilotes britanniques, et 200 véhicules militaires, qui symbolisent la modernisation rejetée par les Ikhwans. Après les défaites de Sabilla et de Djebel Shammar (1929), et la mort des chefs rebelles, l'Ikhwan est éliminée en tant que force militaire organisée début 1930. Les forces irrégulières des Ikhwanis survivants sont incorporées dans les forces de sécurité régulières d'Ibn Saoud.